# Rajd RAC 1955
Rajd RAC 1955 (13. RAC International Rally of Great Britain) – 13. edycja rajdu samochodowego Rajd RAC rozgrywanego w Wielkiej Brytanii. Rozgrywany był od 8 do 12 marca 1955 roku. Była to trzecia runda Rajdowych Mistrzostw Europy w roku 1955.

## Klasyfikacja rajdu
| Miejsce                      | Kierowca                     | Pilot                        | Samochód                     | Czas                         | Strata                       |                              |
| Klasyfikacja generalna i ERC | Klasyfikacja generalna i ERC | Klasyfikacja generalna i ERC | Klasyfikacja generalna i ERC | Klasyfikacja generalna i ERC | Klasyfikacja generalna i ERC | Klasyfikacja generalna i ERC |
| ---------------------------- | ---------------------------- | ---------------------------- | ---------------------------- | ---------------------------- | ---------------------------- | ---------------------------- |
| 1.                           | Jimmy Ray                    | Brian Harrocks               | Standard Ten                 | 6:38                         | 0.0                          |                              |
| 2.                           | Harold Rumsey                | Peter Roberts                | Triumph TR2                  | 7:42                         | +1:04                        |                              |
| 3.                           | Godfrey Imhof                | Ian Mackensie                | Allard-Cadillac              | 10:15                        | +3:37                        |                              |
| 4.                           | Ronnie Adams                 | Kevin Wilkins                | Alvis TC 3,0                 | 11:23                        | +4:45                        |                              |
| 5.                           | Ken Richardson               | Christian Heathcote          | Standard Ten                 | 11:39                        | +5:01                        |                              |
| 6.                           | Denis Done                   | Storrar                      | Fiat 1100                    | 13:17                        | +6:39                        |                              |
| 7.                           | A.H. Greig                   | T. Piggott                   | Triumph TR2                  | 16:09                        | +9:31                        |                              |
| 8.                           | Ian Appleyard                | J.R.J. Mansbridge            | MG TF 1500                   | 16:14                        | +9:36                        |                              |
| 9.                           | E.V. Baker                   | Pat Stark                    | Ford                         | 16:51                        | +10:13                       |                              |
| 10.                          | Clive Seward                 | A.C. Johnson                 | Triumph TR2                  | 17:05                        | +10:27                       |                              |